# مارتن رو
مارتن رو (بالنرويجية البوكمول: Martin Roe)‏ هو منافس ألعاب قوى نرويجي، ولد في 1 أبريل 1992.

## وصلات خارجية
- مارتن رو على موقع الاتحاد الدولي لألعاب القوى (الإنجليزية)
- مارتن رو على موقع الاتحاد الأوروبي لألعاب القوى (الإنجليزية)
- مارتن رو على موقع اللجنة الأولمبية الدولية (الإنجليزية)
- مارتن رو على موقع أوليمبيديا (الإنجليزية)